# Nickey Iyambo
Nickey Iyambo (* 20. Mai 1936 bei Onayena, Südwestafrika; † 19. Mai 2019 in Windhoek) war ein namibischer Mediziner und Politiker (SWAPO). Vom 21. März 2015 bis 8. Februar 2018 war er Vizepräsident Namibias.

## Leben
Nickey Iyambo wurde 1936 im damaligen Ovamboland Südwestafrikas geboren. Im Alter von 26 Jahren wurde Iyambo Mitglied der Südwestafrikanischen Volksorganisation (SWAPO) und leitete während dieser Zeit unter anderem das örtliche Postamt. 1964 ging er zusammen mit anderen politischen Flüchtlingen ins Exil nach Tansania. Die 1970er Jahre verbrachte Iyambo an der Universität Helsinki mit Studien der Sozial- und Politikwissenschaften (1969–1974) und der Medizin (1974–1980). Nach seinem Abschluss übernahm er eine führende ärztliche Position im SWAPO-Flüchtlingslager von Cuanza Sul, Angola.
Iyambo wurde 1989 Mitglied der Verfassungsgebenden Versammlung Namibias und erhielt in Nujomas erster Regierung die Leitung des Gesundheits- und Sozialressort. Während dieser Zeit baute er das nationale Netz für ärztliche Grundversorgung und eine landesweite Kampagne für AIDS-Aufklärung auf. 1996 wechselte er in das zuvor von Libertina Amathila geführte Ressort für Lokale und Regionale Verwaltung und Behausung, und 2002 ins Ministerium für Bergbau und Energie. Iyambo galt innerhalb der Partei als einer der politisch umgänglichsten Politiker und war lange Zeit Mitglied im Zentralkomitee der SWAPO. 2002 wurde er schließlich ins Politbüro der Partei gewählt.
Mit dem Regierungsantritt Pohambas übernahm er 2005 die Leitung im Ministerium für Landwirtschaft, Wasser und Forstwirtschaft und war zu dieser Zeit bereits eines der ältesten Kabinettsmitglieder. Von 2008 bis 2015 leitete er das Ministerium für Veteranenangelegenheiten. Seitdem war er der erste Vizepräsident Namibias.
Iyambo war verheiratet, hatte zwei Kinder und lebte bis zu seinem Tod am 19. Mai 2019 in Windhoek.
Am 24. Mai 2019 erhielt Iyambo den Heldenstatus und wurde am 1. Juni 2019 auf dem Heldenacker bei Windhoek beigesetzt.

## Ehrungen
- 2011: Ritter I. Klasse des Finnischen Löwenordens[4]
- 2019: Namibischer Heldenstatus